# El Santuario
El Santuario es un municipio de Colombia, localizado en la subregión Oriente del departamento de Antioquia. Limita por el norte con los municipios de Marinilla y El Peñol, por el este con el municipio de Granada, por el sur con los municipios de Cocorná y El Carmen de Viboral, y por el oeste con el municipio de Marinilla. Está a 57 kilómetros de la capital de Antioquia, Medellín, este municipio es llamado también como: la legumbreria de Antioquia, por sus cultivos extensivos de papá, frijol entre otros

## Historia
Cuenta la tradición que en el lugar donde se fundó el municipio existía un sitio sagrado dedicado a una deidad indígena. Durante la época española, se levantó en el lugar un santuario a la Virgen de Chiquinquirá, que se convertiría en lugar de peregrinación. 
En 1765, el capitán español Antonio Gómez estableció en su hacienda una capilla dedicada a Nuestra Señora de Chiquinquirá y esto atrajo a nuevos vecinos con casa y cultivos. La capilla de El Santuario fue heredada por Ignacio Gómez, su hijo, quien en 1792 construyó otra capilla alrededor de la cual se formó el caserío. 
El municipio estuvo bajo la jurisdicción de Marinilla hasta 1838. 
En 1829 se desarrolló una batalla entre el ejército grancolombiano (dirigido por Daniel Florencio O'Leary, Carlos Luis Castelli y Henry Lutzow) contra el ejército de la Libertad (dirigido por José María Córdova, Salvador Córdova más Braulio Henao) el cual perdió y murió José María Cordova.
Su erección como municipio aconteció en 1838. Actualmente su gente y su capacidad negociadora han hecho que los santuarianos sean identificados a nivel nacional e internacional. En los últimos años la comarca se ha anotado un alto desarrollo en la industria de la confección, generando más de 700 empleos femeninos. 
La gente de El Santuario se caracteriza por ser trabajadora, amable y sencilla, con gran sentido del humor y fiel a sus creencias.
En su población predomina la raza blanca con ojos y cabello claro, de estatura media y alta, con un mediano porcentaje de albinismo. Las personas siempre están atentas a colaborar tanto moral como económicamente en aquellas campañas en pro del bienestar y desarrollo del municipio.
En el municipio se destaca el sentido del buen humor. Son muy conocidos a nivel nacional e internacional varios personajes en este sentido, entre ellos: Guillermo Zuluaga, "Montecristo", y Crisanto Alonso Vargas, "Vargasvil".
Tiene muchos encantos esta tierra donde murió, muy joven, el General José María Córdova, nacido en Concepción. Ahora es un municipio amable, lleno de gente de notoria capacidad para el comercio. Es conocido, además, como la despensa de Antioquia, por sus múltiples cultivos de hortalizas y verduras. El turismo cultural se puede realizar gracias a dos museos: el de José María Córdova y el del ya mencionado humorista Montecristo, quien hizo reír a Colombia por más de 40 años.

## Generalidades
- Fundación: 11 de marzo de 1765
- Erección en municipio, 1838
- Fundador: Capitán Antonio Gómez de Castro
- Apelativos: Altar de la Patria, Capital Agrícola de Antioquia.

Comprenden su jurisdicción 37 veredas como Aldana, Bodegas, El Carmelo, El Morro, El Salto, Guadualito, San Matías, Morritos, Portachuelo, Vargas y Potreritos, entre otras. El distrito se comunica por carretera con Marinilla, El Peñol, Granada, Cocorná y El Carmen de Viboral. 
Origen del nombre: Cuenta la tradición que en el lugar donde se fundó el municipio existía un sitio sagrado dedicado a una deidad indígena. También allí, durante la colonia, se levantó un Santuario a la Virgen de Chiquinquirá, el cual pronto se convirtió en lugar de peregrinación.
Nombres antiguos: Aún los historiadores no han llegado a un acuerdo sobre los primeros habitantes de estas tierras. Algunos afirman que fueron los Tahamíes, otros los Pantágoras y los demás se inclinan por los Catíos.
Su nombre se debe a un centro de rituales indígenas; otra versión es dada por los fundadores, que quisieron hacer un santuario a la Virgen de Chiquinquirá. Tradicionalmente se ha llamado Santuario y, desde 1965, El Santuario.
Temperatura : La temperatura en el Santuario es entre fría y templada, esta puede variar desde los 14 °C hasta los 19 °C en promedio diario, de acuerdo a la época del año. Se registran normalmente temperaturas mínimas de 11 o 12 °C y máximas de entre 17 a 21 °C en  época de invierno, disminuyendo hasta los 13 °C durante las noches. En contraste, durante el verano la temperatura mínima oscila entre 13 °C a 15 °C y la máxima alcanza los 24 °C.

## Demografía
Población Total: 37 802 hab. (2023)
- Población Urbana: 26 612
- Población Rural: 11 190

Alfabetismo: 89.9% (2005)
- Zona urbana: 90.8%
- Zona rural: 87.0%

### Etnografía
Según las cifras presentadas por el DANE del censo 2005, la composición etnográfica del municipio es: 
- Blancos y Mestizos (99,9%)
- Afrocolombianos (0,1%)

## Economía
- Agricultura: Hortalizas, Papa, Fríjol, Legumbres
- Ganadería: Ganado Vacuno, Lechero y de Levante
- Avicultura
- Industria de Confecciones
- Comercio
- Turismo ecológico, deportes extremos
- Bisutería (artesanías) sede de "Midas Bisuteria"

## Educación
I.E. PRESBITERO LUIS RODOLFO GOMEZ RAMIREZ, fue fundada en el año de 1907. Su primer nombre fue Colegio San Luis Gonzaga con el cual permaneció por más de 70 años. Este último nombre tuvo como función continuar con una tradición que venía desde 1879, por la existencia de La Sociedad Misericordiosa de San Luis Gonzaga, que fue iniciada y dirigida por el maestro Eusebio María Gómez.

## Fiestas
- Fiestas patronales: Nuestra Señora de Chiquinquirá, San Judas Tadeo y Nuestro Señor de las Misericordias en septiembre
- Fiestas del Retorno, primera semana de enero con desfiles folclóricos, carrozas y bailes populares, torneos de fútbol y Fútbol Sala (con los mejores exponentes a nivel nacional e internacional); son las fiestas emblema del municipio
- Conmemoración de la muerte del general José María Córdova en octubre 17
- Fiestas del Sagrado Corazón de Jesús, sin fecha fija en el mes de mayo o junio
- Día de la Santuarinidad y la Antioqueñidad
- Festival Regional de Danzas, Serenata a El Santuario, Festival de Intérpretes de la Canción
- Conciertos de Villancicos, en Navidad.
- Día de la confección y El Creador de Moda - Sábado antes de Semana Santa.
- Festival de la Chicha y la Cultura

## Gastronomía
- Buñuelos
- Sandupa (panes asados rellenos de queso y jamón)
- Arepas de chócolo
- Cocina típica antioqueña, como la famosa bandeja paisa
- Asados
- Buñuelo santuariano

## Sitios de interés y patrimonio natural

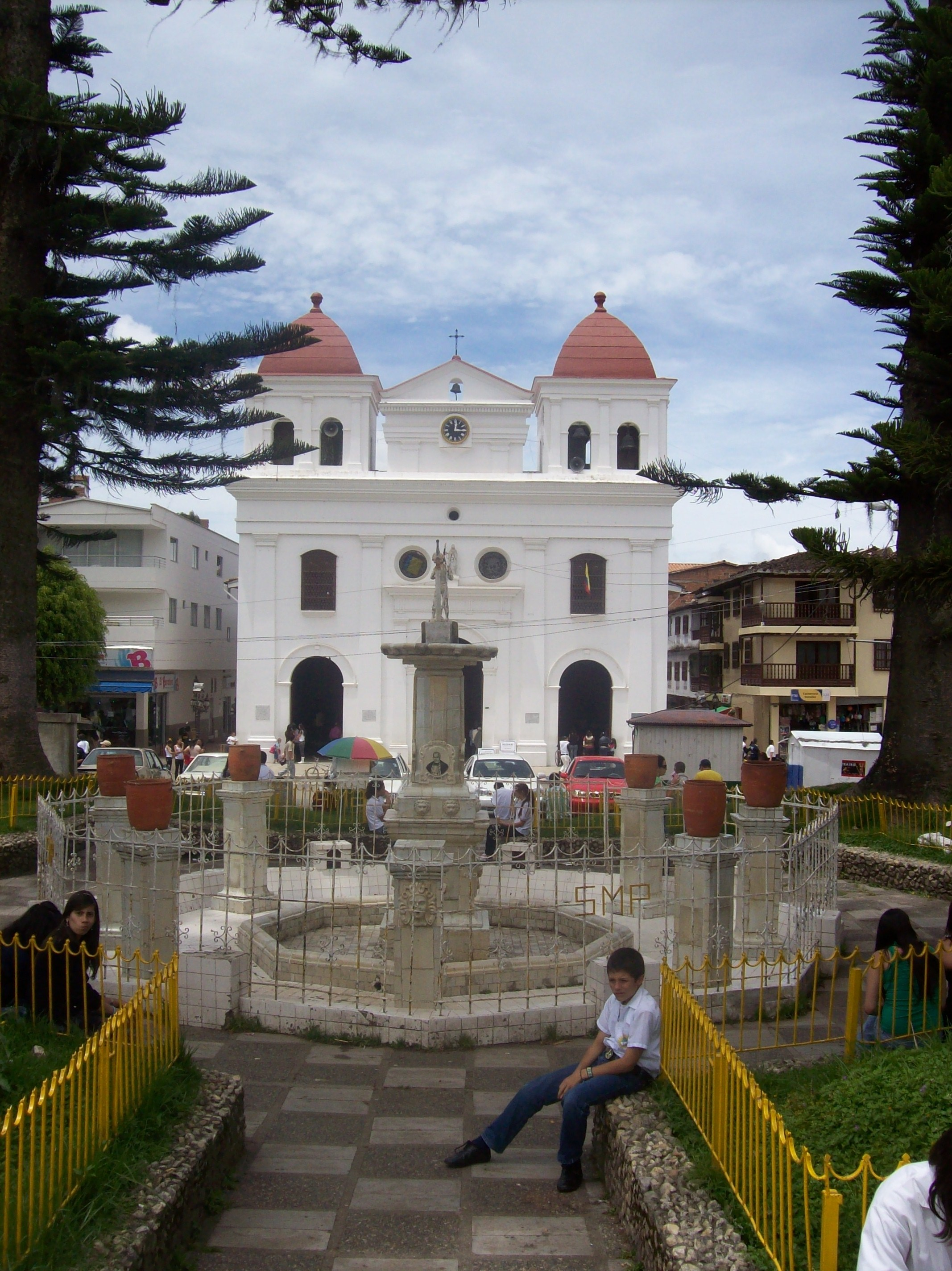
Fuente e iglesia del parque principal de El Santuario.

- Museo José María Córdova. Conserva objetos históricos de la vida del general y recuerdos de sus batallas
- Museo Montecristo.conserva premios y galardonados del humorista
- Casa museo El Santuario. Exhibición complementaria del general José María Córdoba.
- Alto de La Aurora
- Puente Centenario, donde se dio la batalla qué dejó herido de muerte al general José María Córdoba.
- Alto del Santuario.
- Iglesia de Nuestra Señora del Rosario de Chiquinquirá
- Basílica Menor de San Judas Tadeo
- Cerámica el salto
- Plaza de mercado